# 10. Armee (Österreich-Ungarn)
Die k.u.k. 10. Armee war ein militärischer Großverband der österreichisch-ungarischen Armee im Ersten Weltkrieg. Die Armee stand anfangs an der Kärntner Grenze und später an der westlichen Hochgebirgsfront in Tirol. Das Armeeoberkommando wurde ab Februar 1916 bis zum Kriegsende an der Italienfront eingesetzt.

## Einsatz

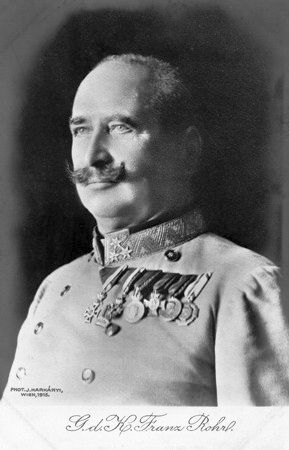
General der Kavallerie Franz Rohr von Denta

### 1915
Nach der Kriegserklärung Italiens im Mai 1915, etablierte sich zum Schutz der Kärntner Südgrenze entlang der Karnischen Alpen im Verteidigungsabschnitt Rayon V die Armeegruppe des Generals der Kavallerie Rohr von Denta. Die Front verlief etwa an der Linie Kreuzbergsattel – Monte Paralba – Plöckenpaß – Roßkofel – Pontafel – Rombon bis Flitsch. Als Gegner stand die „Karnische Gruppe“ (Zona Carnia) der Italiener mit etwa 8 Brigaden gegenüber. Die direkten Zugänge nach Kärnten war durch das Fort Hensel (Kanaltal), Fort Malborgeth, Fort Hermann und Batterie Predilsattel (Predilpass) und das Seewerk Raibl (Seebachtal) geschützt.
Die fast vollständig aus Landsturm gebildete Gruppe Rohr hielt die Verbindung zwischen dem Landesverteidigungskommando Tirol und der 5. Armee am Isonzo-Abschnitt und zählte nur etwa 40.000 Mann, 900 Reiter und 204 Geschütze:
- 92. Landsturm-Division (FML Karl von Langer mit 183. und 184. Brigade)
- 57. Halb-Brigade Generalmajor Lanzinger
- 59. Gebirgs-Brigade: Generalmajor Fernengel

VII. Korps (später an die 5. Armee abgegeben)
- 17. Division (FML Gelb von Siegestern)
- 20. Honved-Division (Generalmajor von Nagy)

Die Front war wegen des gebirgigen Terrains für größere Operationen ungeeignet. Als Nebenkriegsschauplatz verblieb der Abschnitt gegenüber der italienischen „Zona Carnia“ (Generalleutnant Clemente Lequio) bis zur 12. Isonzoschlacht im Stellungskrieg.

### 1916
Im Februar 1916 wurde die Armeegruppe Rohr aufgewertet und als 10. Armee umbenannt.
Am 18. Juni 1916 erhielt die Armee in FML Scotti (dem bisherigen Generalstabschef) einen neuen Oberbefehlshaber, in dieser Zeit war dem Armeekommando folgende Einheiten unterstellt:
- 94. Landsturm-Division (Generalmajor Lawrowski)
- 92. Landsturm-Division (Generalmajor Krasel)
- 59. Gebirgs-Brigade (Oberst Dietrich)
- 27. Gebirgs-Brigade (Generalmajor Greiner)

### 1917
In der Durchbruch-Schlacht von Karfreit wurde die gesamte italienische Front in den Karnischen Rollen aufgerollt und musste bis Ende Oktober 1917 fluchtartig abbauen, um der drohenden Abschneidung zu entgehen. Die freigewordene 10. Armee übernahm, nachdem die neue Front an der Piave erfolgreich etabliert war, die Befehlsführung am westlichen Frontabschnitt (zumeist Hochgebirgsfront) in Südtirol.
Ende 1917 bildete die 10. Armee den rechten Flügel der Heeresgruppe Tirol unter dem Oberbefehl von Feldmarschall Conrad von Hötzendorf. Dem Feldmarschall von Krobatin war die westliche Hochgebirgsfront zwischen Ortler – Adamello – Judikarien sowie die Verteidigung des Abschnittes Riva – Lagertal – Monte Pasubio-Monte Cimone (Vizentiner Alpen) anvertraut.

### 1918

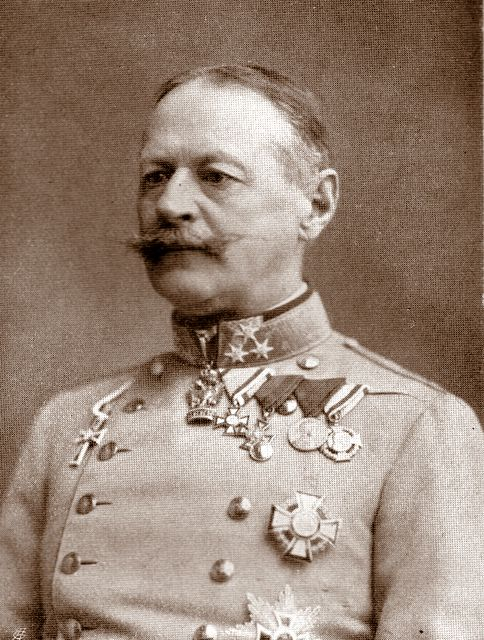
Alexander von Krobatin

Am 13. Juni 1918 unternahmen Teile die 10. Armee am Tonalepass (Militärabschnitt Rayon II) einen Ablenkungsangriff – das Unternehmen Lawine –, um von dem eigentlich geplanten Angriff im Osten im Zuge der zweiten Piaveschlacht abzulenken, doch scheiterten die Angriffe der Gruppe Metzger (1. und 22. Division, 163. Brigade) vollständig. Während der zweiten Piaveschlacht (15. bis 22. Juni 1918) gehörte die 10. Armee zur Heeresgruppe Conrad unter Feldmarschall Conrad von Hötzendorf.
Der 10. Armee waren im Juni 1918 folgende vier Korpsgruppen unterstellt:
- Gruppe Erzherzog Peter Ferdinand (163. und 164. Brigade, 1. und 22. Division)
- XX. Korps unter General der Infanterie Franz Kalser von Maasfeld (19. und 49. Division)
- XXI. Korps unter General der Infanterie Kasimir von Lütgendorf (56. und Gruppe Schiesser)
- XIV. „Edelweiß“-Korps unter General der Infanterie Ignaz Verdross (159. Brigade, 3. und 8. Division)

Nach der Niederlage der k.u.k. Truppen in der zweiten Piaveschlacht gingen die daran beteiligt gewesenen Kräfte, und damit auch die 10. Armee, zur reinen Defensive über. Durch die schweren Verluste war an eine weitere Offensive 1918 nicht mehr zu denken und man beschränkte sich darauf, die Stellungen zu halten.
In der Nacht vom 1. auf den 2. November 1918 erging infolge des italienischen Durchbruches beim benachbarten k.u.k. III. Korps der Befehl an die 10. Armee, das auch alle Truppen des XIV. Korps bis zur im Mai 1916 innegehabten Verteidigungslinie auf der Hochfläche von Vielgereuth zurückzugehen hätten. Dort wurde dann der Großteil der österreichischen Truppen abgeschnitten und fiel in italienische Gefangenschaft.

## Oberbefehlshaber
- Generaloberst Franz Rohr von Denta (Februar 1916 – 18. Juni 1916)
- Feldmarschall-Leutnant Karl Scotti (18. Juni 1916 – April 1917)
- Generaloberst Alexander von Krobatin (April 1917 – 3. November 1918)